# Craugastor taurus
Craugastor taurus är en groddjursart som först beskrevs av Taylor 1958.  Craugastor taurus ingår i släktet Craugastor och familjen Craugastoridae. IUCN kategoriserar arten globalt som akut hotad. Inga underarter finns listade i Catalogue of Life.